# ماریان انگر
ماریان انگر (انگلیسی: Marian Unger؛ زادهٔ ۱۷ نوامبر ۱۹۸۳) بازیکن فوتبال اهل آلمان است.
از باشگاه‌هایی که در آن بازی کرده‌است می‌توان به باشگاه فوتبال ماگدبورگ ۱، باشگاه فوتبال تسویکاو، باشگاه فوتبال کارل زایس ینا، و باشگاه فوتبال اسنابروک اشاره کرد.